# Stazione di Kitahama (Osaka)
La stazione di Kitahama (北浜橋駅?, Kitahama-eki) è una stazione della Metropolitana di Osaka situata nel centro della città. Presso la stazione è possibile anche utilizzare i servizi della linea principale Keihan.